# Patrick Kaddu
Patrick Henry Kaddu (ur. 9 października 1995) – ugandyjski piłkarz grający na pozycji napastnika w Gor Mahia oraz reprezentacji Ugandy.

## Kariera klubowa
Kaddu karierę rozpoczynał w klubie Maroons FC. Później grał w Kiira Young, po czym powrócił do swojej debiutanckiej drużyny. W 2017 roku przeniósł się do Kampala Capital City. Po dobrych dwóch sezonach opuścił Ugandę i wyjechał do marokańskiego Renaissance Berkane. W 2020 roku został wypożyczony do egipskiego Ismaily SC. Tam zdobył gola już w debiutanckim meczu. W sezonie 2020/2021 grał w klubie Youssoufia Berrechid. Następnie występował w Kampala Capital City i Kitara FC. W 2023 został zawodnikiem Gor Mahia.

## Kariera reprezentacyjna
W reprezentacji Ugandy zadebiutował 8 września 2018 roku w meczu z Tanzanią. Pierwszego gola zdobył 17 października 2018 roku w starciu z Republiką Zielonego Przylądka. Został powołany na Puchar Narodów Afryki 2019, gdzie zdobył bramkę w meczu z Demokratyczną Republiką Konga.